# Saatbettkombination

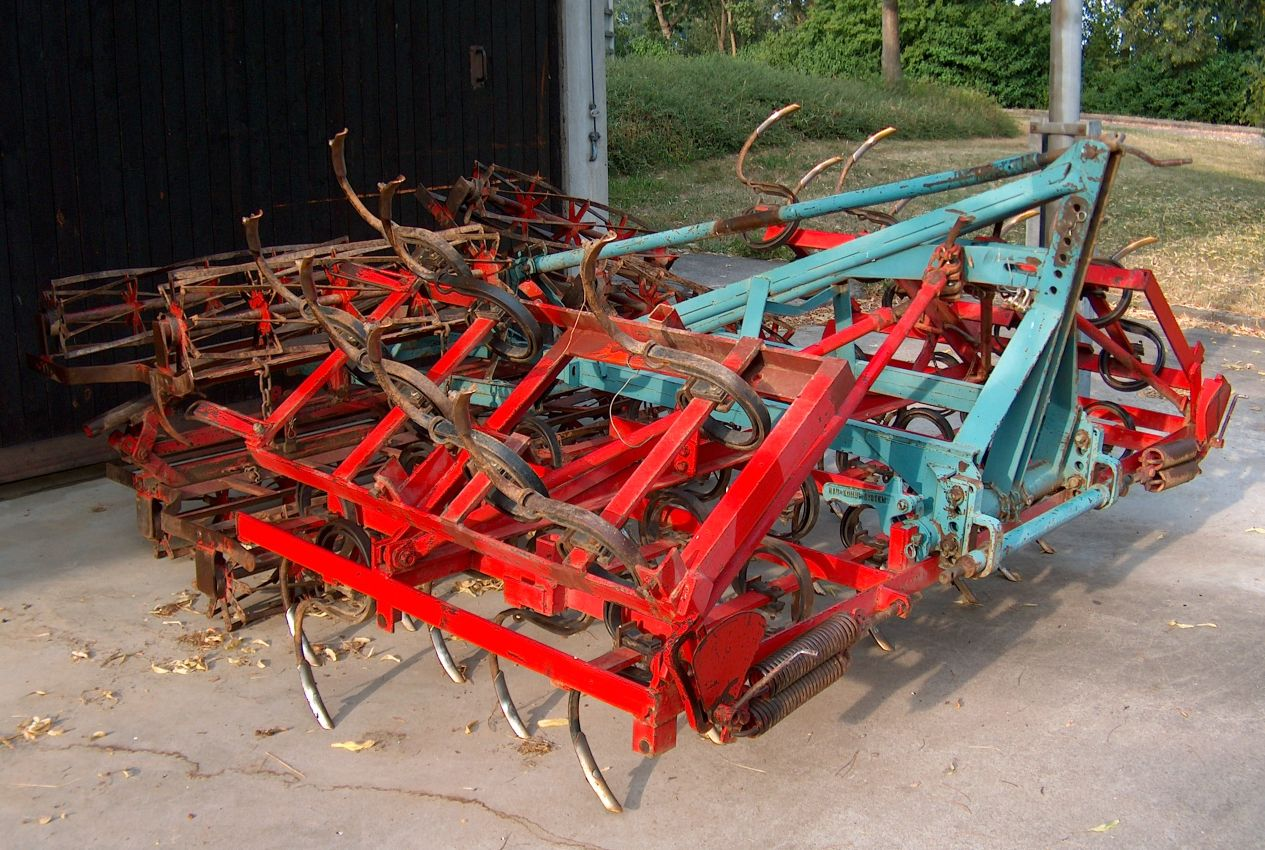
Saatbettkombination in Transportstellung

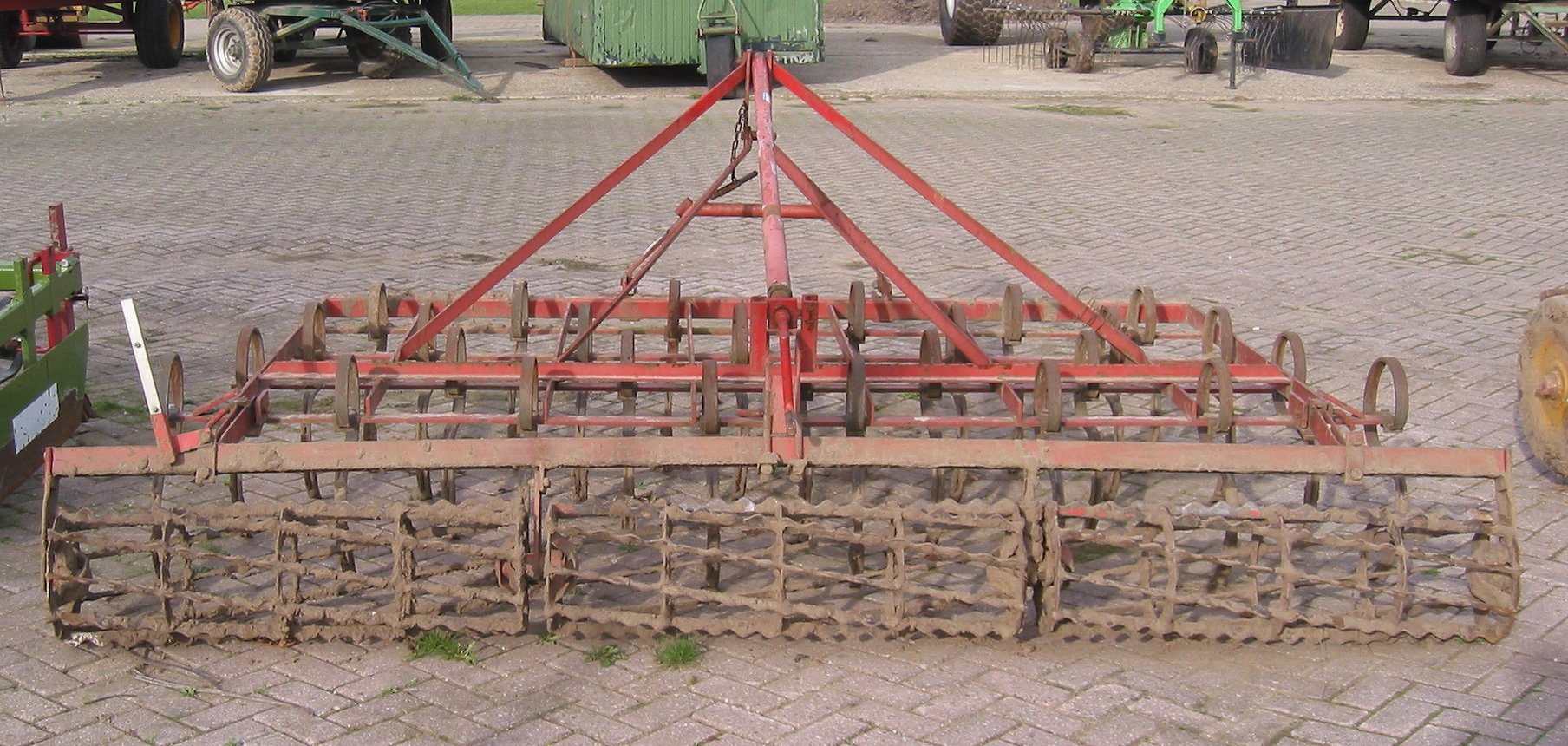
Saatbettkombination mit Leichtgrubber und Zahnstangenkrümler in Arbeitsstellung

Eine Saatbettkombination ist eine Kombination landwirtschaftlicher Geräte zur Saatbettbereitung nach der Grundbodenbearbeitung durch Pflügen. Durch den Einsatz kombinierter Geräte kann zur Bodenschonung sowie Verringerung der Betriebskosten und der Umweltbelastung (z. B. durch Treibstoffverbrauch) die Zahl der notwendigen Überfahrten auf dem Acker bis zur Einsaat verringert werden. Das Gleiche gilt für die Bestellkombination.
Je nach Bodenart bestehen die Saatbettkombinationen aus leichten Eggenfeldern oder schwereren Gareeggezinken (Kultivatorzinken) sowie nachfolgenden Walzen bzw. Walzeneggen (Krümlern). Je Meter Arbeitsbreite wird eine Motorleistung des Traktors von rund 10 – 18 kW benötigt. Die Egge bzw. der Kultivator reißt den Boden auf und lockert ihn, der Krümler zerkleinert die Bodenstückchen und rückverfestigt den  gelockerten Boden in Saattiefe. Bei richtiger Einstellung der Kombination werden die obersten zwei bis sechs cm des Bodens somit zu einer feinkrümelig-lockeren Deckschicht über der Saattiefe (dem Saathorizont) der jeweils einzusäenden Pflanzenart und ein Bereich von rund zehn cm unterhalb des Saathorizontes zu einem gelockerten, aber gröber strukturierten und rückverfestigten Wurzelraum aufbereitet. Die Rückverfestigung des Wurzelraumes ist erforderlich, damit über die Kapillarwirkung auch die Bodenfeuchtigkeit des Unterbodens von den Pflanzen genutzt werden kann.